# More Songs About Buildings And Food
More Songs About Buildings and Food (Más canciones sobre edificios y comida en español) es el segundo álbum de estudio de la banda de rock estadounidense Talking Heads, lanzado en julio de 1978. Este álbum fue el primero de los tres LP producidos junto a Brian Eno, dando un estilo musical a la banda un poco más bailable, cruzando la entrega inusual del cantante David Byrne con un nuevo énfasis en la sección rítmica compuesta por la bajista Tina Weymouth y el baterista Chris Frantz.
More Songs About Buildings and Food recibió elogios por parte de la crítica y alcanzó el puesto número 29 en el US Billboard Pop Albums chart y el número 21 en el UK Albums Chart. Además, este álbum presentó el primer Top 30 del grupo que fue «Take me to the River», una versión de la famosa canción de 1974 del músico Al Green.
El álbum fue incluido en la lista de los 500 mejores álbumes de la Revista Rolling Stone

## Contexto

### Antecedentes
Luego de su gira compartida con Ramones en 1977, Talking Heads conoció a Brian Eno, quien acababa de terminar Low, con David Bowie. De inmediato Eno quedó fascinado con el trabajo de los Heads y viajó con ellos a las Bahamas para la grabación de su segundo álbum.

## Grabación
El álbum se grabó entre marzo y abril de 1978 en los estudios Compass Point en Nasáu, Bahamas. El álbum estaba concebido como un disco punk, pero gracias a Eno el sonido empezó a orientarse al groove y la música bailable. Algunos temas eran maquetas que databan de 1975, que luego fueron adaptadas al sonido bailable del disco.
El grupo buscaba que sus canciones tuvieran un sentido más profundo, contrarrestando a sus críticos, que se quejaron del contenido de sus canciones en Talking Heads 77, a pesar de que el álbum gozó de apreciación.
Eno impulsó a la bajista Tina Weymouth y al baterista Chris Frantz a aportar más creatividad al álbum, haciéndolos parte importante del sonido nuevo que la banda exploró en el álbum, a pesar de que la música disco ya estaba empezando a ser impopular en esos años.

## Contenido

### Portada
La foto usada para la carátula del álbum fue el producto de una sesión fotográfica tomada con una cámara Polaroid. En total se usaron 529 de éstas fotos. La imagen muestra a los cuatro miembros de la banda vestidos con ropa muy sencilla, detrás de un fondo rojo. No se incluyó el nombre de la banda ni el del álbum.

### Canciones
La banda grabó un cóver de Al Green, Take Me To The River del álbum Explores Your Mind de 1974.

## Lanzamiento y recepción
El álbum fue lanzado el 7 de julio de 1978, bajo el sello Sire. Se lanzaron 3 sencillos para promocionar el discoː The Good Thing, With Our Love y Take Me To The River, canción que llegó al puesto 29 en las listas estadounidenses y que se convirtió en el primer sencillo exitoso de la banda, llegando al puesto 29 el 10 de febrero de 1979.

## Lista de canciones
Todas las canciones fueron escritas y compuestas por Talking Heads:
Cara A

| N.º | Título                                | Duración |  |
| 1.  | «Thank You for Sending Me an Angel»   | 2:11     |  |
| 2.  | «With Our Love»                       | 3:30     |  |
| 3.  | «The Good Thing»                      | 3:03     |  |
| 4.  | «Warning Sign»                        | 3:55     |  |
| 5.  | «The Girls Want to Be with the Girls» | 2:37     |  |
| 6.  | «Found a Job»                         | 5:00     |  |

Cara B

| N.º | Título                 | Duración |  |
| 7.  | «Artists Only»         | 3:34     |  |
| 8.  | «I'm Not in Love»      | 4:33     |  |
| 9.  | «Stay Hungry»          | 2:39     |  |
| 10. | «Take Me to the River» | 5:00     |  |
| 11. | «The Big Country»      | 5:30     |  |

Bonus Tracks de la reedición del CD

| N.º | Título                                                        | Duración |  |
| 12. | «Stay Hungry (1977 version)»                                  | 3:45     |  |
| 13. | «I'm Not in Love (Alternate version)»                         | 5:15     |  |
| 14. | «The Big Country (Alternate version)»                         | 5:01     |  |
| 15. | «Thank You for Sending Me an Angel ("Country Angel" version)» | 2:12     |  |